# Eublemma scotina
Eublemma scotina är en fjärilsart som beskrevs av Fletcher 1963. Eublemma scotina ingår i släktet Eublemma och familjen nattflyn. Inga underarter finns listade i Catalogue of Life.